# Sorgnavling
Sorgnavling (Melanomphalia nigrescens) är en svampart som beskrevs av M.P. Christ. 1936. Enligt Catalogue of Life ingår Sorgnavling i släktet Melanomphalia,  och familjen Tricholomataceae, men enligt Dyntaxa är tillhörigheten istället släktet Melanomphalia,  och familjen Chromocyphellaceae. Arten är reproducerande i Sverige. Inga underarter finns listade i Catalogue of Life.